# Julián Sanz del Río
Julián Sanz del Río (Torrearévalo, 10 marzo 1814 – Madrid, 12 ottobre 1869) è stato un filosofo, giurista e pedagogo spagnolo noto per aver introdotto e diffuso in Spagna le teorie del filosofo tedesco Karl Krause.

## Biografia
Figlio di poveri contadini di un piccolo villaggio in provincia di Soria, Castiglia-León, rimasto presto orfano di padre, entrò in seminario dove fece i primi studi che continuò a Cordova poi a Granada, laureandosi in diritto canonico, e infine a Madrid laureandosi in diritto civile.
Nel 1843 ebbe l'incarico governativo di andare in Germania per due anni a studiare le dottrine che avevano portato quella nazione ad essere all'avanguardia in campo culturale e economico ma soprattutto scientifico e universitario.
Si recò a Bruxelles, a Parigi e a Heidelberg, dove frequentò Heinrich Ahrens e Henri-Frédéric Amiel e fu iniziato dai discepoli di Karl Christian Friedrich Krause, morto nel 1832, allo studio della sua filosofia.
Le successive traduzioni in spagnolo fatte nel 1860 da Julián Sanz del Río delle opere del filosofo tedesco furono all'origine della diffusione di questa teoria in Spagna e anche in America Latina con esiti senza eguali in altri paesi europei.
Il movimento che ispirò questa dottrina filosofica fu noto come "Krausismo", con significato spregiativo da parte dei suoi detrattori.
Al suo rientro a Madrid ottenne la cattedra di filosofia del diritto all'Università della capitale riunendo attorno a sé un gruppo di giovani intellettuali, suoi discepoli che, oltre a condividere la dottrina filosofica di Karl Krause, avevano adottato un severo codice etico comportamentale comune, che suscitò le aspre critiche da parte dei cattolici conservatori  che li tacciarono di fanatismo, e di massoneria, in poche parole di "Krausismo".
In conseguenza di ciò nel 1867 a Julián Sanz del Río fu tolta la cattedra all'Università Centrale di Madrid, in cui fu reintegrato l'anno successivo dal Governo Rivoluzionario che gli offrì anche il rettorato che lui ricusò.
Per capire quel particolare momento storico e il contesto politico-istituzionale spagnolo occorre riferirsi al cosiddetto "Sessennio democratico".
Morì l'anno successivo, nel 1869, lasciando una traccia profonda nella cultura spagnola di almeno tre generazioni.
Una delle sue opere più importanti fu Ideal de humanidad para la vida (1860) in cui fa l'elogio del bene come patrimonio comune degli uomini.

## Opere
- Lecciones para el sistema de filosofía analítica de Krause (1850)
- Sistema de filosofía; Metafísica (Primera parte, Análisis, 1860, Segunda parte; síntesis, (1874)
- El Ideal de la Humanidad para la vida (primera edición, 1860; segunda, 1871);
- Análisis del pensamiento racional, 1877;
- Filosofía de la muerte (1877);
- Doctrinal de Lógica (1863);
- Programas de Psicología, Lógica y Ética;
- Lecciones sobre el sistema de la Filosofía (1868).
- Discorso di apertura al corso 1857 della Universidad Central è non solo un grande saggio pedagogico, ma anche uno dei più belli esempi di lingua castigliana.
- Molte delle sue opere inedite furono pubblicate postume sul Boletín de la Institución Libre de Enseñanza (BILE).